# Seniran Auto
Seniran Auto S.A. ist ein Automobilhersteller aus dem Senegal.

## Beschreibung
Die senegalesische Regierung und Iran Khodro gründeten das Unternehmen. Das Unternehmen gibt den Januar 2006 als Gründungsmonat an. Die Produktion von Automobilen begann 2007. Der Markenname lautet Seniran sowie seit 2008 auch Samand-Mandori. Das Montagewerk des Herstellers ist in Thiès.

## Modellübersicht
Das erste Modell entsprach dem IKCO Samand.
Im Sommer 2016 führte das Unternehmen die folgenden Modelle auf seiner Internetseite auf:
- Dena, eine Limousine mit Stufenheck
- Runna, ebenfalls eine Stufenhecklimousine
- Arisun, ein Pick-up
- Soren, ebenfalls eine Stufenhecklimousine
- Samand, ebenfalls eine Stufenhecklimousine
- Saba, ein älterer Kleinwagen mit Stufenheck
- Peugeot Pars, dem Peugeot 405 entsprechend